# Citrus × tangerina

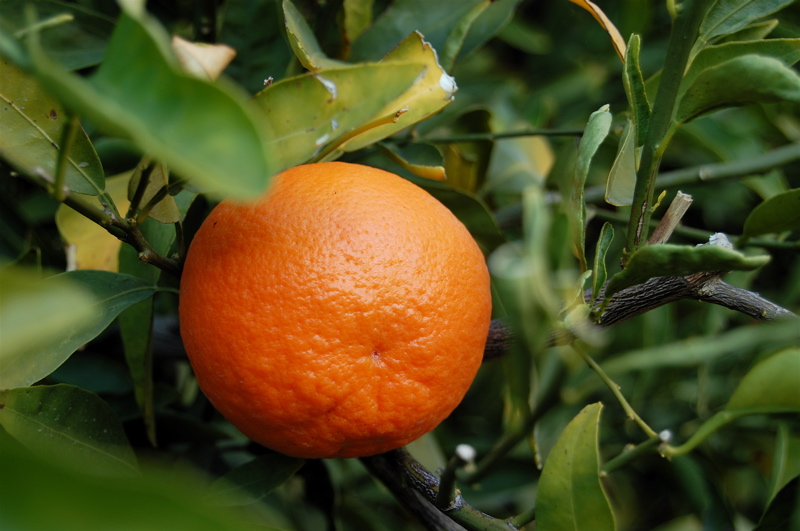
Un frutto tangerino

Il mandarino tangerino (Citrus × tangerina Yu.Tanaka, 1927) è un agrume della famiglia delle Rutacee, un ibrido del mandarino con l'arancio).

## Descrizione
La forma è rotonda e leggermente più piccola delle arance, con buccia di colore arancione acceso o rosso; il peduncolo esce da una piccola protuberanza (come in certi limoni); le foglie sono più larghe rispetto al mandarino. Si pela facilmente, ed il gusto è meno acido di altri Citrus.
Come tutti i Citrus, il tangerino è una buona fonte di vitamina C, folati e betacarotene. Contiene inoltre potassio, magnesio, e vitamine B1, B2 e B3.

## Tassonomia
Attualmente i tangerini sono ritenuti una varietà di mandarini, ma la classificazione è ancora in discussione. Si riporta in proposito il caso delle clementine, anch'esse ibridi, e precisamente tra il mandarino e l'arancio amaro, per cui – come i tangerini – si potrebbero catalogare a pari diritto sia tra i mandarini che tra gli aranci. In Europa però i tangerini sono mandarini e le clementine sono specie a parte, in quanto hanno dimostrato di possedere qualità durature e ripetibili. In America sono ambedue dei mandarini. È stata fatta anche la proposta di includere in un'eventuale unica varietà sia i tangerini che le clementine, ma una classificazione definitiva non è stata ancora concordata.

## Denominazione
La denominazione tangerino viene usata solo nel Nordamerica e deriva da Tangeri, Marocco, il porto da cui questi mandarini inizialmente venivano importati, e ciò per distinguerli dai satsuma originari del Giappone e largamente sviluppatisi negli USA. In Europa il termine è praticamente sconosciuto: analogamente al satsuma ed altre varietà, viene venduto semplicemente come mandarino.